# Segundo som
Segundo som é um fenômeno mecânico quântico no qual transferência de calor ocorre por movimento na forma de onda, em vez de pelo mecanismo mais comum da difusão. Calor toma o lugar da pressão nas ondas de som normais. Isto conduz a uma condutividade térmica muita alta. É conhecido como "segundo som" porque a onda de calor é similar à propagação de som no ar.
O fenômeno do segundo som é observado em hélio líquido (3He assim como no 4He) e em lítio (6Li) a temperaturas abaixo do ponto lambda. Neste estado, conhecido como hélio II, 4He tem a mais alta condutividade térmica de qualquer material conhecido (várias centenas de vezes mais alta que o cobre).

## Segundo som em hélio II
A temperaturas abaixo do ponto lambda, 2,1768 K, 4He entra em um estado superfluido e tem condução de calor quase perfeita. O hélio está em um estado quântico macroscópico. Em temperaturas caindo para 0 K as velocidades de ondas de temperatura e entropia aumentam. Estas podem ser geradas e observadas em um resonador. A uma temperatura de 1,8 K a onda de temperatura propaga-se a aproximadamente 20 m/s.

## Segundo som em outros meios
3He tem segundo som abaixo de 2,5 mK, 6Li também próximo a 0 K. A superfluidicidade de 6Li foi observada a uma temperatura de 50 nK no MIT em abril de 2005. Segundo som também tem sido observado em alguns sólidos dielétricos, tais como Bi e NaF.